# Întâlniri încrucișate
Întâlniri încrucișate este un film românesc din 2009 regizat de Anca Damian. Rolurile principale au fost interpretate de actorii Mimi Brănescu, Oxana Moravec, Andi Vasluianu.

## Distribuție
Distribuția filmului este alcătuită din:
- Ion Sapdaru — Secretar de stat
- Diana Cavallioti — Ana
- Ana Maria Moldovan — Adina Mircea
- Mihai Calotă — Deținut 3
- Gabriel Spahiu — Recepționer
- Richard Bovnoczki — Gavril Zukovscki
- Marius Rizea — Barman
- Matti Ristinen — Torbjorn Jaakkola
- Daniel Busuioc — Gardian 2
- Samuel Tastet — Elvețianul
- Bogdan Marhodin — Deținut 2
- Beatrice Găureanu — Fata
- Marius Chivu — Bica
- Mimi Brănescu — Gabi Bogdanovici
- Andi Vasluianu — Andrei Muscalu
- Oxana Moravec — Mirela Preda
- Ion Grosu — Polițist
- Dorian Boguță — Bogdanovici 2
- Niculae Nastasia — Comandant adjunct
- Tudor Smoleanu — Șofer
- Dan Chiriac — Vlad Chiriac
- Vitalie Bantaș — Gardian 3
- Costel Cașcaval — Deținut 1
- Edgar Nistor — Sorin
- Ciprian Muntele — Crainicul
- Cuzin Toma — Gardian 1

## Primire
Filmul a fost vizionat de 1.993 de spectatori în cinematografele din România, după cum atestă o situație a numărului de spectatori înregistrat de filmele românești de la data premierei și până la data de 31 decembrie 2014 alcătuită de Centrul Național al Cinematografiei.